# Привалов, Вадим Николаевич
Вадим Николаевич Привалов (род. 22 августа 1967, Воскресенск, Московская область) — советский хоккеист, вратарь, российский тренер.
С 10 лет тренировался в ДЮСШ «Химик» Воскресенск у Геннадия Сырцова с ребятами на год старше. В чемпионате СССР в сезонах 1984/85 — 1985/86 провёл 10 матчей (основным вратарём был Леонид Герасимов). Армейскую службу должен был проходить в СКА МВО Калинин, но вскоре оказался в ленинградском СКА, где за два сезона отыграл 8 матчей. В сезоне 1986/87, когда команда завоевала вторые в своей истории бронзовые медали, в пяти играх пропустил 14 шайб. В следующем сезоне перенёс операцию по удалению мениска. Вернулся в «Химик» и в «серебряном» для команды сезоне сыграл 10 матчей. Из-за продолжавшихся болей завершил карьеру.
Серебряный призёр юниорского чемпионата Европы 1985 года (на площадку не выходил). Участник молодёжного чемпионата мира 1987 года (сборные СССР и Канады были дисквалифицированы из-за массовой драки).
С сезона 2003/04 — тренер в ДЮСШ «Химика». В сезоне 2010/11 — главный тренер МХК «Крылья Советов» Дмитров. В сезонах 2011/12, 2013/14 — тренер в «Химике», в сезоне 2014/15 — главный тренер. Впоследствии — вновь тренер в ДЮСШ.